# Ширас, Лейф
Джордж Ливингстон «Лейф» Ширас (англ. George Livingston «Leif» Shiras; родился 21 августа 1959 года в Норуолке, США) — американский теннисист и телекомментатор; полуфиналист одного турнира Большого шлема в миксте (US Open-1985).

## Общая информация
Лейф женат; у него и его супруги Марии есть двое детей — сыновья Эмметт (род.1990) и Остин.

## Теннисная карьера
Игровая карьера
Ширас провёл весьма типичную для большинства американских теннисистов своего времени игровую карьеру: в конце 1970-х он несколько лет учился в Принстонском университете, параллельно играя за него в теннисной лиге NCAA, где зарекомендовал себя хорошим игроком среднего уровня. После окончания учёбы Лейф попробовал себя в протуре и сравнительно быстро добился локальных успехов, войдя и закрепившись в первой сотне одиночного рейтинга. На этом уровне он регулярно играл на турнирах элитной серии Гран-при и турниров Большого шлема, но был далёк от борьбы с тогдашними лидерами рейтинга, лишь изредка играя с ним на равных. Его самый стабильный одиночный сезон в протуре пришёлся на рубеж 1983 и 1984 годов, когда американец взобрался на 31-ю строчку классификации, а также единственный раз за карьеру добрался до финала соревнования Гран-при: на травяном соревновании в Лондоне, где в первом круге он переиграл тогдашнего лидера рейтинга Ивана Лендла, а в финале уступил второй ракетке мира Джону Макинрою. На соревнования на быстрых кортах приходятся и его главные успехи на турнирах Большого шлема: на закате своей карьеры — в 1989 году, на Уимблдонском турнире, он в первый и последний раз пробился в четвёртый раунд на соревнованиях подобного уровня. Небезуспешна была и парная карьера американца: в мужском парном рейтинге он смог войти в Top60, добившись нескольких полуфиналов на соревнованиях Гран-при; а в соревнованиях среди смешанных пар на его счету и вовсе значится один полуфинал турнира Большого шлема: на US Open-1985, где Лейф и Кэти Хорват уступили только будущим победителям: Мартине Навратиловой и Хайнцу Гюнтхардту. В начале 1990-х годов результаты Шираса заметно упали, и по окончании сезона-1991 американец завершил активную игровую карьеру, правда потом ещё несколько раз брал ракетку в руки на выставочных соревнованиях, а в конце 1990-х даже сыграл в квалификации «фьючерса» рядом со своим местом тогдашнего проживания.
Последующая деятельность
Завершив свою игровую карьеру, Лейф оказался весьма востребован на телевидении в качестве ведущего и спортивного комментатора, вскоре став одним из лиц теннисного вещания на ряде крупных англоязычных каналов. В 2003 году, с организацией в США профильного теннисного канала, Ширас стал членом его комментаторской бригады, наряду с другими бывшими игроками.

## Рейтинг на конец года
| Год  | Одиночный рейтинг | Парный рейтинг |
| 1991 | 624               | 369            |
| 1990 | 181               | 189            |
| 1989 | 85                | 233            |
| 1988 | 110               | 68             |
| 1987 | 157               | 140            |
| 1986 | 176               | 249            |
| 1985 | 123               | 158            |
| 1984 | 61                | 179            |

## Выступления на турнирах

### Финалы турниров Гран-при иATPв одиночном разряде (1)

#### Поражения (1)
| Титулы по покрытиям | Титулы по месту проведения матчей турнира |
| ------------------- | ----------------------------------------- |
| Хард (0)            | Зал (0)                                   |
| Грунт (0)           | Зал (0)                                   |
| Трава (0)           | Открытый воздух (0)                       |
| Ковёр (0)           | Открытый воздух (0)                       |

| №  | Дата         | Турнир                 | Покрытие | Соперник в финале | Счёт        |
| 1. | 11 июня 1984 | Лондон, Великобритания | Трава    | Джон Макинрой     | 1-6 6-3 2-6 |